# 高景祺
高景祺（?—?），字养祉，河南省沈邱县人。中华民国政治人物。

## 生平
高景祺是清朝拔贡。1913年12月6日，高景祺署理河东盐运使。1914年2月11日，高景祺任山东民政长。1914年5月，高景祺丁忧辞职，蔡儒楷接任民政长。
1925年，河南沈邱县、安徽阜阳县、亳县等七县代表向执政段祺瑞控诉国民二军收编匪部为害地方，其中在沈邱县的高景祺也致函段祺瑞进行控诉。

## 著作
- 郑康侯修、朱撰卿纂，淮阳县志，民国23年（1934年）铅印本（高景祺等人任该志的编辑）[2]